# کشیش (مجموعه تلویزیونی)
کشیش  (انگلیسی: Priest؛‏ کره‌ای: 프리스트) یک مجموعه تلویزیونی محصول کره جنوبی در سال ۲۰۱۸ با بازی یون وو جین، جونگ یو می و پارک یونگ وو است. این مجموعه از ۲۴ نوامبر ۲۰۱۸ تا ۲۰ ژانویه ۲۰۱۹، روزهای شنبه و یکشنبه ساعت ۲۲:۲۰ (به ساعت کره جنوبی) از شبکه اوسی‌ان پخش شد.

## خلاصه داستان
این مجموعه داستان پزشکان و جن‌گیرانی را روایت می‌کند که باهم در یک بیمارستان کاتولیک در سئول از مردم محافظت می‌کنند.

## بازیگران

### اصلی
- یون وو جین در نقش اوه سو مین
- جونگ یو می در نقش هام اون هو
- پارک یونگ وو در نقش مون کی سون